# Балка Добринька
Балка Добринька — балка (річка) в Україні у Баштанському районі Миколаївської області. Ліва притока річки Інгулу (басейн Чорного моря).

## Опис
Довжина балки приблизно 24,49 км, найкоротша відстань між витоком і гирлом —20,67 км, коефіцієнт звивистості річки — 1,18. Формується декількома струмками та загатами. На деяких ділянках балка пересихає.

## Розташування
Бере початок у селі Добре. Тече переважно на південний захід через села Мар'янівку та Добру Криницю і на північно-західній околиці села Виноградівка впадає в річку Інгул, ліву притоку річки Південного Бугу.
Населені пункти вздовж берегової смуги: Затишне.

## Цікаві факти
- У селі Мар'янівка балку перетинає автошлях Н11[3] (автомобільний шлях національного значення на території України, Дніпро — Кривий Ріг — Миколаїв. Проходить територією Дніпропетровської та Миколаївської областей.).
- На балці існують газгольдери та газові свердловини[2].